# Гасанов, Гусейн Исмаил оглы
Гусейн Гасанов (азерб. Hüseyn Həsənov) — азербайджанский легкоатлет-паралимпиец, выступающий в категории F46 (ампутанты, у Гасанова ампутирована часть левой руки). Бронзовый призёр летних Паралимпийских игр 2012 года в Лондоне, серебряный призёр чемпионата мира 2007, чемпионата мира 2009, бронзовый призёр чемпионата мира 2011 и Всемирных игр 2011 в Шардже в прыжках в длину, двукратный чемпион мира 2009 и 2011 в тройном прыжке, бронзовый призёр чемпионата мира 2007 в метании копья. В 2016 году за заслуги в развитии паралимпийского движения в Азербайджане Гасанов в соответствии с распоряжением президента Азербайджана был награждён «Почётным дипломом Президента Азербайджанской Республики».